# Brachygluta waterhousei
Brachygluta waterhousei é uma espécie de insetos coleópteros polífagos pertencente à família Staphylinidae.
A autoridade científica da espécie é Rye, tendo sido descrita no ano de 1881.
Trata-se de uma espécie presente no território português.